# Бок, Дитер
Ганс Дитер Бок (нем. Hans Dieter Bock; 3 марта 1939, Дессау, нацистская Германия — 12 мая 2010, Гамбург, ФРГ) — немецкий юрист, предприниматель, коллекционер произведений искусства. Один из самых богатых немцев с состоянием 500 млн. £.

## Биография
Родился в семье директора международной компании Agfa-Gevaert. Его семья бежала из ГДР в Мюнхен в 1953 году. Изучал право в Марбургском университете, получил квалификации юриста. В 1973 году основал налоговую консалтинговую фирму во Франкфурте.
Позже начал заниматься недвижимостью, в конце 1970-х годов расширил свою деятельность в Южной Африке и США через свою основную компанию Advanta, которая также владела контрольным пакетом акций в гостиничной сети Kempinski и долей в ведущей немецкой строительной компании Philipp Holzman. В 1990-х годах занимался спекуляцией недвижимостью и акциями, благодаря своей доле в лондонском компании Lonrho, работающей в нескольких африканских странах .
В последние десятилетия Бок сосредоточился на гостиничном секторе. Был членом ассоциации «Ведущие отели мира» (The Leading Hotels of the World), владельцем южноафриканской футбольной команды Морока Свэллоуз. Спонсировал Музей современного искусства во Франкфурте. Приобретал и часть дарил музею произведения искусства.
В 2009 году занимал 15-е место в списке 500 самых богатых жителей ФРГ.
Скончался в 2010 году после того, как подавился стейком в одном из своих отелей Atlantic Kempinski в Гамбурге.